# Olenecamptus subobliteratus
Olenecamptus subobliteratus là một loài bọ cánh cứng trong họ Cerambycidae.